# متری (محترم آباد)
متری (محترم آباد)، روستایی در دهستان محترم آباد بخش کتیج شهرستان فنوج در استان سیستان و بلوچستان ایران است.

## جمعیت
این روستا در دهستان محترم‌آباد قرار دارد و براساس سرشماری عمومی نفوس و مسکن (۱۳۹۵) جمعیت آن کمتر از سه خانوار می باشد.